# Maddalena Fingerle
Maddalena Fingerle (Bolzano, 1993) è una scrittrice italiana.

## Biografia
Maddalena Fingerle è nata a Bolzano nel 1993, ha cognome tedesco ed è di madrelingua italiana.
Ha studiato dapprima germanistica per specializzarsi in seguito in italianistica, conseguendo un dottorato sugli scrittori italiani tra il Rinascimento e il Barocco all'Università di Monaco di Baviera, dove lavora nella ricerca.
Nel 2021 ha esordito con il romanzo Lingua madre, con cui si è aggiudicata il Premio Italo Calvino del 2020 e, nella sezione under 35, i premi Comisso e Flaiano.
Nel 2022 ha pubblicato la monografia Lascivia mascherata, partendo dalla sua tesi di dottorato sulle tattiche di evasione della censura elaborate da Tasso e Marino.
Nel 2023 ha pubblicato L'Adone non è noioso e l'anno seguente è uscito il secondo romanzo Pudore, la cui protagonista è stata sviluppata traendo ispirazione dalle fotografie di Erwin Olaf.

## Opere

### Romanzi
- Lingua madre, Italo Svevo Edizioni, 2021.
  - (DE) Muttersprache, traduzione di Maria E. Brunner, Folio Verlag, 2022.
- Pudore, Mondadori, 2024.

### Saggi
- Lascivia mascherata: Allegoria e travestimento in Torquato Tasso e Giovan Battista Marino, DeGruyter, 2022.
- L'Adone non è noioso, collana Biblioteca di Letteratura Inutile, Italo Svevo Edizioni, 2023.

## Riconoscimenti
- Premio Italo Calvino;
- Premio Comisso under 35;
- Premio Flaiano under 35;
- Premio Città di Girifalco;
- Premio Fondazione Megamark;
- Premio POP.